# Anna Backlund
Anna Ellen Backlund, född Andersson 23 februari 1865 i Göteborg, död där 19 november 1920, var en svensk fotograf. Hon är framförallt känd som reportagefotograf för ett fleratal tidningar, bland andra Hvar 8 Dag och Vecko-Journalen.
Anna Backlund var dotter till lanthandlaren John Andersson och dennes hustru Anna Maria. Hon var gift med bokhållaren Carl Adolf Backlund. Paret fick två barn: dottern Anna Greta och sonen Karl Gösta.
Det är inte känt att hon hade någon ateljé, utan uppgifter från efterlevande släktingar gör gällande att hon framkallade sina foton i hemmet. Hon ska också ha drivit eget vykortsförlag.
Utställningen Eviga ögonblick som hölls på Göteborgs stadsmuseum 2013 innehöll fotografier av Backlund och två samtida kvinnliga Göteborgsfotografer: Caroline Gaudard och Olga Rinman.

## Exempel på fotografier av Anna Backlund

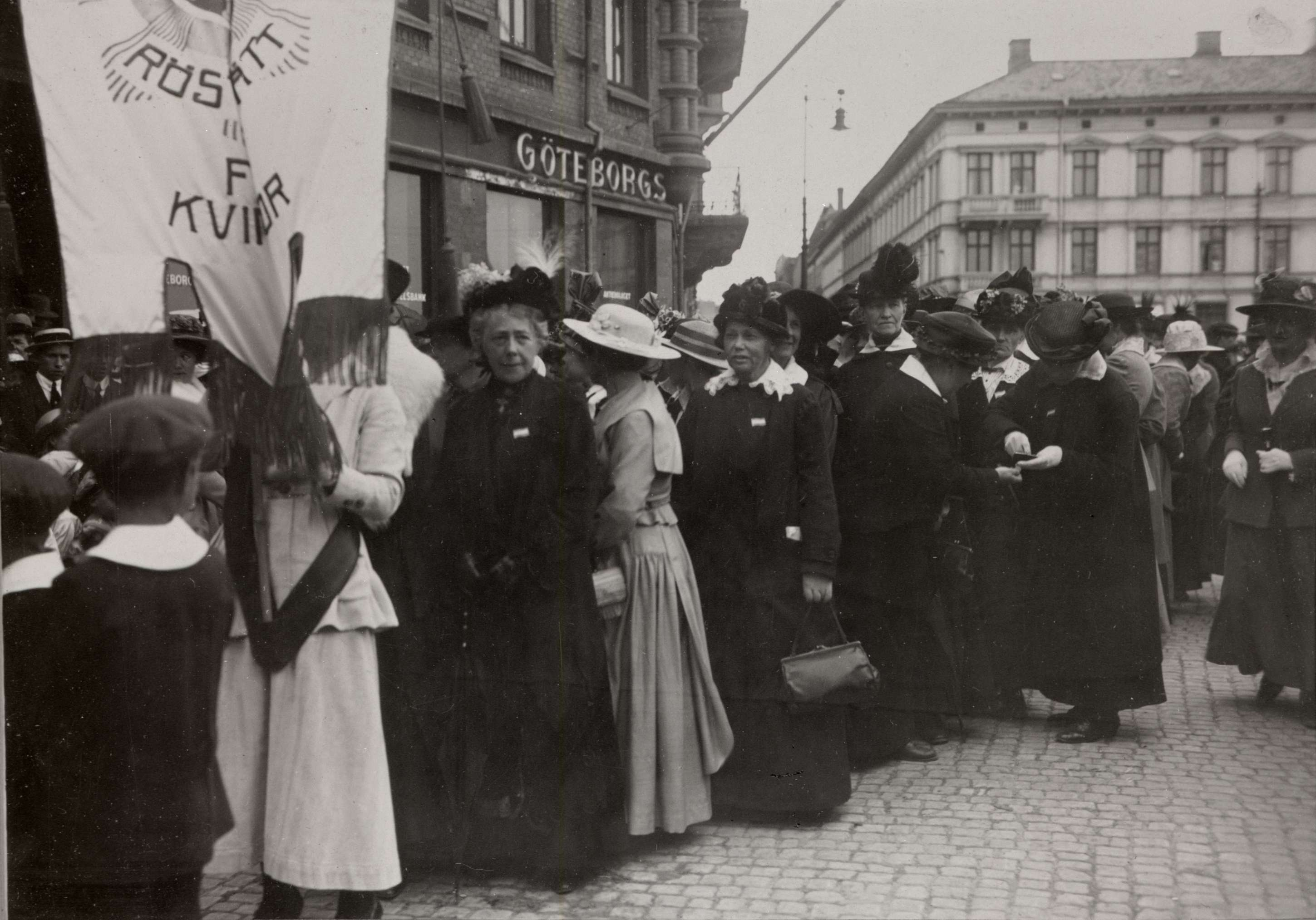
Demonstrationståg för kvinnorösträtten med bland andra FKPR:s ordförande Frigga Carlberg.
S/S Thule vid Masthuggskajen cirka 1915. Fartyget är försett med neutralitetsmålning.
Anna Backlunds barn Karl Gösta och Anna Greta i Brunnsparken vintern 1900.